# Magnification
Magnification je dvacáté studiové album anglické art rockové skupiny Yes, vydané v roce 2001, jedná se o poslední album, na kterém se skupinou zpívá Jon Anderson, na albu Fly from Here z roku 2011 ho nahradil nový zpěvák Benoît David.

## Seznam skladeb
Všechny skladby napsali Jon Anderson, Chris Squire, Steve Howe a Alan White.
1. "Magnification" – 7:16
2. "Spirit of Survival" – 6:02
3. "Don't Go" – 4:27
4. "Give Love Each Day" – 7:44
5. "Can You Imagine" – 2:59
6. "We Agree" – 6:30
7. "Soft as a Dove" – 2:17
8. "Dreamtime" – 10:46
9. "In The Presence Of" – 10:24
  1. "Deeper"
  2. "Death of Ego"
  3. "True Beginner"
  4. "Turn Around and Remember"
10. "Time Is Time" – 2:09

### Bonusový disk 2002
1. "Deeper (In the Presence Of) (Live)" - 11:18
2. "The Gates of Delirium (Live)" - 23:47
3. "Magnification (Live)" - 7:44
4. CD-ROM track containing:
  1. Jon Anderson Video Interview - 2:26
  2. "Don't Go" (Single Video) - 3:21
  3. "The Gates of Delirium" (Live Video) - 23:54

### Reedice 2004

#### Disk 1
1. "Magnification" – 7:16
2. "Spirit Of Survival" – 6:02
3. "Don't Go" – 4:27
4. "Give Love Each Day" – 7:44
5. "Can You Imagine" – 2:59
6. "We Agree" – 6:30
7. "Soft as a Dove" – 2:17
8. "Dreamtime" – 10:46
9. "In the Presence Of" – 10:24
  1. "Deeper"
  2. "Death of Ego"
  3. "True Beginner"
  4. "Turn Around and Remember"
10. "Time Is Time" – 2:09

#### Disk 2
1. "Close to the Edge" [Live] - 20:04
2. "Long Distance Runaround" [Live] - 3:44
3. "The Gates of Delirium" [Live] - 22:41

## Sestava
- Jon Anderson - zpěv, kytara
- Chris Squire - baskytara, zpěv
- Steve Howe - akustická kytara, elektrická kytara, pedal steel kytara, mandolína, zpěv
- Alan White - bicí, perkuse, piáno, zpěv